# (4923) Clarke
(4923) Clarke (1981 EO27) – planetoida z grupy pasa głównego asteroid okrążająca Słońce w ciągu 3,14 lat w średniej odległości 2,15 j.a. Została odkryta 2 marca 1981 roku w Siding Spring Observatory, w Australii przez Schelte Busa. Nazwa planetoidy została nadana na cześć sir Arthura Clarka, angielskiego pisarza fantastycznonaukowego.